# 五里ヶ峯トンネル
五里ヶ峯トンネル（ごりがみねトンネル）は、上信越自動車道千曲川さかきPA・屋代BS間にあるトンネル。または、北陸新幹線上田駅 - 長野駅間にあるトンネル。
五里ヶ峯は標高1094 mの山で、長野市から五里、上田市から五里の中間に位置することから、この名があると伝えられる。

## 上信越自動車道
長野県埴科郡坂城町と千曲市（旧更埴市）の間、千曲川さかきPA（埴科郡坂城町）・屋代BS（千曲市）間にあるトンネル。
上信越自動車道がかつて暫定2車線だった時期はラジオの交通情報でたびたび耳にする渋滞の名所であったが、4車線となってからはこのトンネルを先頭とした渋滞が減った。全長は下り線が4,474 m、上り線が4,518 m。上下線とも2車線で、上信越自動車道で最長のトンネルである。

### 沿革
- 1996年（平成8年）11月14日 - 現・下り線トンネル供用開始
- 2004年（平成16年）7月17日 - 4車線化
- 2012年（平成24年）12月2日 - 笹子トンネル天井崩落事故を受けて、上り線天井部分の緊急点検を実施[1]。

## 北陸新幹線
上田駅 - 長野駅間33.3 kmのうち、上田市から千曲市にかけての区間、延長15,175mを占める。
延長は完成当時国内の交通用トンネルでは5位であり、北陸新幹線最長のトンネルであった。2024年現在供用中の国内交通用トンネルとしては11位であり、線内では飯山トンネル (22,251m、2015年3月14日の金沢延伸により供用開始)、新北陸トンネル (19,760m、2024年3月16日の敦賀延伸により共用開始)に次いで3番目。
このトンネルを含む北陸新幹線軽井沢駅 - 長野駅間は、1998年長野オリンピック・パラリンピックに関連し着工が決まった経緯から、工事工程上、着工から3年半で掘削を完了させる必要があった。
このため、特に戸倉工区（5 km）については掘削速度150 m/月以上の確保が絶対条件とされ、大型油圧削岩機を通常の2倍の6基とした6ブームガントリージャンボなどの大型機械の活用、急速施工システム「DMEC」などの採用により、通常100 m/月を確保するのも困難である掘進速度は、本トンネルにおいては異常出水の発生にもかかわらず平均では150 m/月以上、1994年10月には281 m/月を記録している。

### 沿革
- 1991年（平成3年）11月 - 本トンネルを含む軽井沢駅 - 長野駅間着工[2]
- 1992年（平成4年）2月 - 着工[6]
- 1997年（平成9年）
  - 3月 - 竣工
  - 10月1日 - 供用開始